# Čchung-čching
Čchung-čching ( výslovnost, čínsky pchin-jinem Chóngqìng, znaky zjednodušené 重庆, tradiční 重慶), dříve též přepisováno Čunking, je přímo spravované město na jihozápadě Číny. Administrativně se jedná o municipalitu na úrovni provincie přímo podléhající centrální vládě Čínské lidové republiky, na jejímž území je kromě metropole samotné také několik dalších menších měst a rozsáhlé venkovské oblasti. V roce 2020 měl Čchung-čching více než 34,1 milionů obyvatel, přičemž populace urbanizovaných oblastí činila celkem 16,8 milionů. Ve vlastním městě žilo přibližně 9,5 milionů obyvatel, což z něj činilo 9. nejlidnatější město v Číně, a podle celkové populace 19. nejlidnatější čínský administrativní celek na provinční úrovni.
Čchung-čching se nachází v jihozápadní Číně, v hornaté oblasti na jihovýchodním okraji Sečuánské pánve, u soutoku řek Jang-c’-ťiang a Ťia-ling-ťiang. Sousedí s provinciemi Šen-si, Chu-pej, Chu-nan, Kuej-čou a S’-čchuan. Celková rozloha Čchung-čchingu je přibližně 82 400 km², a je tak největším ze čtyř čínských přímo spravovaných měst a 26. největším čínským administrativním celkem na provinční úrovni. Čchung-čching je také jediným přímo spravovaným městem ležícím hluboko ve vnitrozemí; další tři – Peking, Šanghaj a Tchien-ťin – se nachází u čínského východního pobřeží. Navzdory tomu je Čchung-čching významným, byť říčním, přístavem a klíčovou součástí ekonomického pásu podél Dlouhé řeky.
Město má bohatou historii sahající až do 1. tisíciletí př. n. l., přičemž svůj současný název získalo v roce 1189 za dynastie Sung. Během druhé světové války dočasně sloužilo jako hlavní město Čínské republiky, a bylo těžce bombardováno japonským letectvem. Po vzniku Čínské lidové republiky v roce 1949 se Čchung-čching stal součástí provincie S’-čchuan. Status přímo spravovaného města získal 14. března 1997, kdy byl sloučen s dalšími třemi prefekturami a vyčleněn ze S’-čchuanu. V současnosti se Čchung-čching dělí 38 správních celků okresní úrovně, z toho 26 městských obvodů, 8 okresů a 4 autonomní okresy. Od roku 2010 má status národního centrálního města.
V současnosti je Čchung-čching významné ekonomické, dopravní a průmyslové centrum. Čchung-čching patří mezi nejstarší průmyslové oblasti v Číně, s dlouhou tradicí zejména v těžkém, zbrojním či automobilovém průmyslu. Ve městě sídlí Chang’an Automobile, jedna z předních čínských automobilek. Jako významný dopravní uzel Čchung-čching zaujímá důležité místo v čínské dálniční i železniční síti. Mezinárodní letiště Čchung-čching Ťiang-pej, obsluhující jak metropolitní oblast města, tak západní regiony celé země, patří mezi nejrušnější letiště v Číně. Čchungčchingské metro, s více než 460 km tratí, je 8. nejdelší systém metra na světě, a se dvěma linkami monorail zároveň také nejdelším systémem monorail v provozu. V Čchung-čchingu také sídlí několik významných univerzit, jako je Čchungčchingská univerzita, Jihozápadní univerzita, Čchungčchingská lékařská univerzita, Jihozápadní univerzita politických věd a práva, Čchungčchingská pedagogická univerzita a Čchungčchingská technologická univerzita.

## Název
Současný název města, Čchung-čching, znamená „Dvojitá slavnost“ (z čínských znaků 重 [čchung] „znovu, opakovaně; dvojitý“ a 庆 [čching] „slavnost, oslavovat“). Toto jméno město obdrželo v roce 1189, když jej nový císař Kuang-cung z dynastie Sung přejmenoval pro připomínku svých dvou korunovací: nejprve – ještě jako princ Čao Tun – na knížete z Kung-čou, a následně na čínského císaře. Obě tyto korunovace se konaly právě ve městě a pro císaře byly důvodem ke „dvojí slavnosti“ (čínsky v českém přepisu šuang-čchung si-čching, pchin-jinem shuāngchóng xǐqìng, znaky zjednodušené 双重喜庆, tradiční 雙重喜慶). Z tohoto sousloví poté zkrácením vzešel název města.
Město si také vysloužilo řadu přezdívek. Kvůli místnímu podnebí zapříčiňující časté, přetrvávající mlhy, je nazýváno Město mlhy (čínsky v českém přepisu wu-tu, pchin-jinem wùdū, znaky zjednodušené 雾都, tradiční 霧都). Vzhledem k velmi hornatému terénu oblasti je nazýváno Horské město či Město hor (čínsky v českém přepisu šan-čcheng, pchin-jinem shānchéng, znaky 山城).
Jednoznaková zkratka pro Čchung-čching, užívaná například na poznávacích značkách vozidel, je 渝 (čínsky v českém přepisu jü, pchin-jinem yú). Odvozená je z názvu řeky Jü-šuej (čínsky pchin-jinem yú shuǐ, znaky 渝水), dnes zvané Ťia-ling-ťiang, která městem protéká. Oficiální zkratka Čchung-čchingu v latinském písmu je CQ.

## Administrativní členění
| Administrativní členění Čchung-čchingu | Administrativní členění Čchung-čchingu | Administrativní členění Čchung-čchingu | Administrativní členění Čchung-čchingu | Administrativní členění Čchung-čchingu | Administrativní členění Čchung-čchingu | Administrativní členění Čchung-čchingu |
| --- | -------------------------------------- | -------------------------------------- | -------------------------------------- | -------------------------------------- | -------------------------------------- | -------------------------------------- |
| Wan-čou Fu-ling 1 Jü-čung 2 Ta-tu-kchou 3 Ťiang-pej 4 Ša-pching-pa 5 Ťiou-lung-pcho 6 Nan-an Pej-pej Čchi-ťiang Ta-cu Jü-pej Pa-nan Čchien-ťiang Čchang-šou Ťiang-ťin Che-čchuan Jung-čchuan Nan-čchuan Pi-šan Tchung-liang Tchung-nan Žung-čchang Kchaj-čou Liang-pching Wu-lung Čcheng-kchou · okres Feng-tu · okres Tien-ťiang · okres Čung · okres Jün-jang · okres Feng-ťie · okres Wu-šan · okres Wu-si · okres Š’-ču · autonom. okres Siou-šan · autonom. okres Jou-jang · autonom. okres Pcheng-šuej · autonom. okres 1. Jü-čung 2. Ta-tu-ckhou 3. Ťiang-pej 4. Ša-pching-pa 5. Ťiou-lung-pcho 6. Nan-an |                                        |                                        |                                        |                                        |                                        |                                        |
| Kód | Název                                  | Název                                  | Rozloha (km²)                          | Počet obyvatel (2020)                  | Sídlo                                  | PSČ                                    |
| Kód | Český přepis                           | Znaky                                  | Rozloha (km²)                          | Počet obyvatel (2020)                  | Sídlo                                  | PSČ                                    |
| 500000 | Čchung-čching                          | 重庆市                                 | 82 374,09                              | 32 054 159                             | Jü-čung                                | 400000                                 |
| Městské obvody |                                        |                                        |                                        |                                        |                                        |                                        |
| 500101 | Wan-čou                                | 万州区                                 | 3 456,38                               | 1 564 449                              | Čchen-ťia-pa                           | 404000                                 |
| 500102 | Fu-ling                                | 涪陵区                                 | 2 942,34                               | 1 115 016                              | Li-č’                                  | 408000                                 |
| 500103 | Jü-čung                                | 渝中区                                 | 23,24                                  | 588 717                                | Čchi-sing-kang                         | 400000                                 |
| 500104 | Ta-tu-kchou                            | 大渡口区                               | 102,67                                 | 421 904                                | Sin-šan-cchun                          | 400000                                 |
| 500105 | Ťiang-pej                              | 江北区                                 | 220,80                                 | 925 800                                | Cchun-tchan                            | 400000                                 |
| 500106 | Ša-pching-pa                           | 沙坪坝区                               | 395,83                                 | 1 477 345                              | Čchin-ťia-kang                         | 400000                                 |
| 500107 | Ťiou-lung-pcho                         | 九龙坡区                               | 430,78                                 | 1 526 821                              | Jang-ťia-pching                        | 400000                                 |
| 500108 | Nan-an                                 | 南岸区                                 | 262,41                                 | 1 197 639                              | Tchien-wen                             | 400000                                 |
| 500109 | Pej-pej                                | 北碚区                                 | 751,55                                 | 834 887                                | Pej-wen-čchüan                         | 400700                                 |
| 500110 | Čchi-ťiang                             | 綦江区                                 | 2 746,98                               | 1 011 334                              | Ku-nan                                 | 400800                                 |
| 500111 | Ta-cu                                  | 大足区                                 | 1 433,35                               | 834 592                                | Tchang-siang                           | 400900                                 |
| 500112 | Jü-pej                                 | 渝北区                                 | 1 457,08                               | 2 191 493                              | Šuang-feng-čchiao                      | 401100                                 |
| 500113 | Pa-nan                                 | 巴南区                                 | 1 822,84                               | 1 178 856                              | Lung-čou-wan                           | 401300                                 |
| 500114 | Čchien-ťiang                           | 黔江区                                 | 2 391,85                               | 487 281                                | Čcheng-si                              | 409700                                 |
| 500115 | Čchang-šou                             | 长寿区                                 | 1 421,43                               | 692 960                                | Feng-čcheng                            | 401200                                 |
| 500116 | Ťiang-ťin                              | 江津区                                 | 3 217,80                               | 1 359 611                              | Ťi-ťiang                               | 402200                                 |
| 500117 | Che-čchuan                             | 合川区                                 | 2 344,07                               | 1 245 294                              | Nan-ťin-ťie                            | 401500                                 |
| 500118 | Jung-čchuan                            | 永川区                                 | 1 578,55                               | 1 148 896                              | Čung-šan-lu                            | 402100                                 |
| 500119 | Nan-čchuan                             | 南川区                                 | 2 589,58                               | 572 362                                | Tung-čcheng                            | 408400                                 |
| 500120 | Pi-šan                                 | 璧山区                                 | 914,42                                 | 756 022                                | Pi-čcheng                              | 402700                                 |
| 500151 | Tchung-liang                           | 铜梁区                                 | 1 340,47                               | 685 729                                | Pa-čchuan                              | 402500                                 |
| 500152 | Tchung-nan                             | 潼南区                                 | 1 584,33                               | 688 115                                | Kuej-lin                               | 402600                                 |
| 500153 | Žung-čchang                            | 荣昌区                                 | 1 076,71                               | 668 977                                | Čchang-jüan                            | 402400                                 |
| 500154 | Kchaj-čou                              | 开州区                                 | 3 963,48                               | 1 203 306                              | Chan-feng                              | 405400                                 |
| 500155 | Liang-pching                           | 梁平区                                 | 1 888,77                               | 645 315                                | Liang-šan                              | 405200                                 |
| 500156 | Wu-lung                                | 武隆区                                 | 2 889,37                               | 356 748                                | Fu-žung                                | 408500                                 |
| Okresy |                                        |                                        |                                        |                                        |                                        |                                        |
| 500229 | Čcheng-kchou                           | 城口县                                 | 3 289,06                               | 197 497                                | Ke-čcheng                              | 405900                                 |
| 500230 | Feng-tu                                | 丰都县                                 | 2 900,86                               | 557 374                                | San-che                                | 408200                                 |
| 500231 | Tien-ťiang                             | 垫江县                                 | 1 516,30                               | 650 694                                | Kuej-si                                | 408300                                 |
| 500233 | Čung                                   | 忠县                                   | 2 182,80                               | 720,976                                | Čung-čou                               | 404300                                 |
| 500235 | Jün-jang                               | 云阳县                                 | 3 636,33                               | 929 034                                | Šuang-ťiang                            | 404500                                 |
| 500236 | Feng-ťie                               | 奉节县                                 | 4 098,63                               | 744 836                                | Jung-an                                | 404600                                 |
| 500237 | Wu-šan                                 | 巫山县                                 | 2 953,88                               | 462 462                                | Kao-tchang                             | 404700                                 |
| 500238 | Wu-si                                  | 巫溪县                                 | 4 019,11                               | 388 685                                | Paj-čchang                             | 405800                                 |
| Autonomní okresy |                                        |                                        |                                        |                                        |                                        |                                        |
| 500240 | Š’-ču                                  | 石柱自治县                             | 3 014,06                               | 389 001                                | Nan-pin                                | 409100                                 |
| 500241 | Siou-šan                               | 秀山自治县                             | 2 453,37                               | 496 194                                | Čung-che                               | 409900                                 |
| 500242 | Jou-jang                               | 酉阳自治县                             | 5 167,25                               | 607 338                                | Tchao-chua-jüan                        | 409800                                 |
| 500243 | Pcheng-šuej                            | 彭水自治县                             | 3 895,34                               | 530 599                                | Chan-ťia                               | 409600                                 |

## Doprava
Ve městě funguje síť metra sestávající k roku 2017 ze čtyř linek.
Přibližně 20 kilometrů severovýchodně od centra Čchung-čchingu v obvodě Jü-pej se nachází mezinárodní letiště Čchung-čching Ťiang-pej, z centra dostupné linkou 3 čchungčchingského metra. Od roku 2006 patří dlouhodobě do desítky nejrušnějších čínských letišť. Kromě něj leží na území města ještě dvě menší letiště: letiště Čchien-ťiang Wu-ling-šan na východním okraji v obvodě Čchien-ťiang a letiště Wan-čou Wu-čchiao v obvodě Wan-čou v severovýchodní části města.
V Čchung-čchingu je několik mostů přes Jang-c’-ťiang, mj. dvoupatrový ocelový obloukový most Čchao-tchien-men dokončený v roce 2009.

## Partnerská města
- Antverpy, Belgie (2011)
- Asuán, Egypt (2005)
- Bahia, Brazílie (2011)
- Bangkok, Thajsko (2005)
- Brisbane, Austrálie (2005)
- Córdoba, Argentina (2010)
- Čennaí, Indie (2015)
- Detroit, Spojené státy americké (2011)
- Düsseldorf, Německo (2004)
- Hirošima, Japonsko (1986)
- Leicester, Spojené království (1993)
- Mpumalanga, Jihoafrická republika (2002)
- New York, Spojené státy americké (2011)
- Pešť, Maďarsko (2010)
- Pusan, Jižní Korea (2007)
- Šíráz, Írán (2005)
- Seattle, Spojené státy americké (1983)
- Toronto, Kanada (1986)
- Toulouse, Francie (1982)
- Voroněž, Rusko (1993)
- Záporožská oblast, Ukrajina (2002)

## Ostatní

### Poštovní známky
V tomto tehdy největším městě čínské provincie Sečuan byla francouzská pošta. Tehdejší indočínské poštovní úřady zde používaly v letech 1903 až 1922 známky Francouzské Indočíny s přetisky TCHONGKING nebo TCH´ONG K´ING. Bylo vydáno 67 přetiskových provizorií.